# Belli & perversi
Belli & perversi è un'antologia di racconti, scritti da vari autori. Il libro è a cura di Pier Vittorio Tondelli e viene pubblicato per la prima volta nel dicembre 1987 da Transeuropa Edizioni. È il secondo volume del progetto "Under 25".

## Il libro
Il volume si presenta come «una antologia di racconti memorabili, scelti e curati da P.V. Tondelli. Sette giovanissimi autori, tutti sotto i 25 anni di età, raccontano la sessualità scatenata & tremenda, l'ironia e la violenza di una generazione che, prima della pubblicazione di questo libro, erano in troppi a consederare senza qualità.» In questo secondo volume si approfondiscono «gli aspetti letterari della proposta», rispetto all'intento sociologico che animava il precedente libro: meno autori con più pagine a loro disposizione e un commento ad introdurre ogni testo. Per questo secondo volume la selezione è stata fatta su un numero di racconti inferiore (circa un centinaio) al precedente volume e non si segnala la presenza di alcuna ragazza. Ad introduzione di ogni racconto è presente una breve presentazione da parte di Tondelli, mentre a chiusura del libro si trova un suo resoconto in cui cerca di riassumere la discussione partita dal progetto Under 25. Rispetto agli altri volumi del progetto in Belli & perversi prevalgono i temi minimalisti.

## Autori
- Giuseppe Borgia
- Romolo Bugaro
- Andrea Demarchi
- Andrea Mancinelli
- Renato Menegat
- Francesco Silbano
- Tonino Sennis

## Edizioni
- Pier Vittorio Tondelli (a cura di), Belli & perversi. Under 25 secondo. Dieci racconti inediti, Ancona, Transeuropa, 1987, ISBN 88-7828-002-X.
- Pier Vittorio Tondelli (a cura di), Belli & perversi. Under 25 II°, Milano, Arnoldo Mondadori Editore, 1992, ISBN 88-04-35872-6.
- Pier Vittorio Tondelli (a cura di), Belli & perversi, Milano, Costa & Nolan, 2006, ISBN 88-7437-038-5.